# Vitesse individuelle masculine aux Jeux olympiques d'été de 2016
Pour un article plus général, voir Cyclisme aux Jeux olympiques d'été de 2016.
Navigation
Londres 2012 Tokyo 2020
La vitesse individuelle masculine, épreuve de cyclisme sur piste des Jeux olympiques d'été de 2016, a lieu les 13 et le 14 août 2016 sur le vélodrome de Barra, à Rio de Janeiro, au Brésil.

## Résultats

### Qualifications
| Rang | Coureur            | Pays               | Temps  | Vitesse moyenne (km/h) | Notes |
| ---- | ------------------ | ------------------ | ------ | ---------------------- | ----- |
| 1    | Jason Kenny        | Grande-Bretagne    | 9.551  | 75.384                 | Q, RO |
| 2    | Callum Skinner     | Grande-Bretagne    | 9.703  | 74.203                 | Q     |
| 3    | Matthew Glaetzer   | Australie          | 9.704  | 74.196                 | Q     |
| 4    | Denis Dmitriev     | Russie             | 9.774  | 73.664                 | Q     |
| 5    | Grégory Baugé      | France             | 9.807  | 73.416                 | Q     |
| 6    | Njisane Phillip    | Trinité-et-Tobago  | 9.813  | 73.372                 | Q     |
| 7    | Damian Zielinski   | Pologne            | 9.823  | 73.297                 | Q     |
| 8    | Jeffrey Hoogland   | Pays-Bas           | 9.837  | 73.193                 | Q     |
| 9    | Sam Webster        | Nouvelle-Zélande   | 9.880  | 72.874                 | Q     |
| 10   | Edward Dawkins     | Nouvelle-Zélande   | 9.895  | 72.764                 | Q     |
| 11   | François Pervis    | France             | 9.898  | 72.741                 | Q     |
| 12   | Joachim Eilers     | Allemagne          | 9.908  | 72.668                 | Q     |
| 13   | Xu Chao            | Chine              | 9.939  | 72.441                 | Q     |
| 14   | Pavel Kelemen      | République tchèque | 9.969  | 72.223                 | Q     |
| 15   | Rafał Sarnecki     | Pologne            | 9.980  | 72.144                 | Q     |
| 16   | Fabián Puerta      | Colombie           | 9.981  | 72.137                 | Q     |
| 17   | Patrick Constable  | Australie          | 10.010 | 71.928                 | Q     |
| 18   | Maximilian Levy    | Allemagne          | 10.035 | 71.748                 | Q     |
| 19   | Juan Peralta       | Espagne            | 10.055 | 71.606                 |       |
| 20   | Kang Dong-jin      | Corée du Sud       | 10.092 | 71.343                 |       |
| 21   | Theo Bos           | Pays-Bas           | 10.140 | 71.005                 |       |
| 22   | Im Chae-bin        | Corée du Sud       | 10.147 | 70.956                 |       |
| 23   | Santiago Ramírez   | Colombie           | 10.199 | 70.595                 |       |
| 24   | Hersony Canelón    | Venezuela          | 10.239 | 70.319                 |       |
| 25   | Seiichiro Nakagawa | Japon              | 10.241 | 70.305                 |       |
| 26   | Nikita Shurshin    | Russie             | 10.418 | 69.111                 |       |
| 27   | César Marcano      | Venezuela          | 10.649 | 67.611                 |       |

### Premier tour
| Nom             | Pays            | Temps  | Vitesse moyenne (km/h) |
| --------------- | --------------- | ------ | ---------------------- |
| Jason Kenny     | Grande-Bretagne | 10.245 | 70.278                 |
| Maximilian Levy | Allemagne       | +0.066 | +0.066                 |

| Nom              | Pays      | Temps  | Vitesse moyenne (km/h) |
| ---------------- | --------- | ------ | ---------------------- |
| Matthew Glaetzer | Australie | 10.299 | 69.909                 |
| Fabián Puerta    | Colombie  | +0.058 | +0.058                 |

| Nom           | Pays               | Temps  | Vitesse moyenne (km/h) |
| ------------- | ------------------ | ------ | ---------------------- |
| Grégory Baugé | France             | 10.214 | 70.491                 |
| Pavel Kelemen | République tchèque | +0.050 | +0.050                 |

| Nom              | Pays      | Temps  | Vitesse moyenne (km/h) |
| ---------------- | --------- | ------ | ---------------------- |
| Joachim Eilers   | Allemagne | 10.428 | 69.044                 |
| Damian Zielinski | Pologne   | +0.041 | +0.041                 |

| Nom            | Pays             | Temps  | Vitesse moyenne (km/h) |
| -------------- | ---------------- | ------ | ---------------------- |
| Sam Webster    | Nouvelle-Zélande | 10.159 | 70.873                 |
| Edward Dawkins | Nouvelle-Zélande | +0.150 | +0.150                 |

| Nom               | Pays            | Temps  | Vitesse moyenne (km/h) |
| ----------------- | --------------- | ------ | ---------------------- |
| Callum Skinner    | Grande-Bretagne | 10.254 | 70.216                 |
| Patrick Constable | Australie       | +0.071 | +0.071                 |

| Nom            | Pays      | Temps  | Vitesse moyenne (km/h) |
| -------------- | --------- | ------ | ---------------------- |
| Denis Dmitriev | Russie    | 10.141 | 70.998                 |
| Rafał Sarnecki | Australie | +0.036 | +0.036                 |

| Nom             | Pays              | Temps  | Vitesse moyenne (km/h) |
| --------------- | ----------------- | ------ | ---------------------- |
| Xu Chao         | Chine             | 10.373 | 69.410                 |
| Njisane Phillip | Trinité-et-Tobago | +0.145 | +0.145                 |

| Nom              | Pays     | Temps  | Vitesse moyenne (km/h) |
| ---------------- | -------- | ------ | ---------------------- |
| Jeffrey Hoogland | Pays-Bas | 10.181 | 70.719                 |
| François Pervis  | France   | +0.052 | +0.052                 |

### Repêchage du premier tour
| Nom             | Pays              | Temps  | Vitesse moyenne (km/h) |
| --------------- | ----------------- | ------ | ---------------------- |
| Maximilian Levy | Allemagne         | 10.356 | 69.524                 |
| Edward Dawkins  | Nouvelle-Zélande  | +0.024 | +0.024                 |
| Njisane Phillip | Trinité-et-Tobago | +1.429 | +1.429                 |

| Nom               | Pays               | Temps  | Vitesse moyenne (km/h) |
| ----------------- | ------------------ | ------ | ---------------------- |
| Patrick Constable | Australie          | 10.363 | 69.477                 |
| Damian Zielinski  | Pologne            | +0.028 | +0.028                 |
| Pavel Kelemen     | République tchèque | +0.378 | +0.378                 |

| Nom             | Pays     | Temps  | Vitesse moyenne (km/h) |
| --------------- | -------- | ------ | ---------------------- |
| Fabián Puerta   | Colombie | 10.272 | 70.093                 |
| Rafał Sarnecki  | Pologne  | +0.086 | +0.086                 |
| François Pervis | France   | +0.607 | +0.607                 |

### Deuxième tour
| Nom           | Pays            | Temps  | Vitesse moyenne (km/h) |
| ------------- | --------------- | ------ | ---------------------- |
| Jason Kenny   | Grande-Bretagne | 10.369 | 69.437                 |
| Fabián Puerta | Colombie        | +0.109 | +0.109                 |

| Nom              | Pays      | Temps  | Vitesse moyenne (km/h) |
| ---------------- | --------- | ------ | ---------------------- |
| Matthew Glaetzer | Australie | 10.166 | 70.824                 |
| Maximilian Levy  | Allemagne | +0.059 | +0.059                 |

| Nom              | Pays     | Temps  | Vitesse moyenne (km/h) |
| ---------------- | -------- | ------ | ---------------------- |
| Grégory Baugé    | France   | 10.103 | 71.265                 |
| Jeffrey Hoogland | Pays-Bas | +0.121 | +0.121                 |

| Nom               | Pays            | Temps  | Vitesse moyenne (km/h) |
| ----------------- | --------------- | ------ | ---------------------- |
| Callum Skinner    | Grande-Bretagne | 10.359 | 69.504                 |
| Patrick Constable | Australie       | +0.021 | +0.021                 |

| Nom            | Pays             | Temps  | Vitesse moyenne (km/h) |
| -------------- | ---------------- | ------ | ---------------------- |
| Denis Dmitriev | Russie           | 10.102 | 71.273                 |
| Sam Webster    | Nouvelle-Zélande | +0.142 | +0.142                 |

| Nom            | Pays      | Temps  | Vitesse moyenne (km/h) |
| -------------- | --------- | ------ | ---------------------- |
| Joachim Eilers | Allemagne | 10.449 | 68.906                 |
| Xu Chao        | Chine     | +0.058 | +0.058                 |

### Repêchage du premier tour
| Nom           | Pays             | Temps  | Vitesse moyenne (km/h) |
| ------------- | ---------------- | ------ | ---------------------- |
| Xu Chao       | Chine            | 10.753 | 66.958                 |
| Sam Webster   | Nouvelle-Zélande | +0.048 | +0.048                 |
| Fabián Puerta | Colombie         | +0.181 | +0.181                 |

| Nom               | Pays      | Temps  | Vitesse moyenne (km/h) |
| ----------------- | --------- | ------ | ---------------------- |
| Patrick Constable | Australie | 10.456 | 68.859                 |
| Maximilian Levy   | Allemagne | +0.100 | +0.100                 |
| Jeffrey Hoogland  | Pays-Bas  | +0.118 | +0.118                 |

### Match de classement pour les9eà12eplaces
| Nom              | Pays             | Temps  | Vitesse moyenne (km/h) | Rang |
| ---------------- | ---------------- | ------ | ---------------------- | ---- |
| Maximilian Levy  | Allemagne        | 10.275 | 70.072                 | 9    |
| Fabián Puerta    | Colombie         | +0.067 | +0.067                 | 10   |
| Jeffrey Hoogland | Pays-Bas         | +0.126 | +0.126                 | 11   |
| Sam Webster      | Nouvelle-Zélande | +0.329 | +0.329                 | 12   |

### Quart de finale
| Nom               | Pays            | Temps (match 1) | Temps (match 2) |
| ----------------- | --------------- | --------------- | --------------- |
| Jason Kenny       | Grande-Bretagne | 10.341          | 10.219          |
| Patrick Constable | Australie       | +0.194          | +0.258          |

| Nom            | Pays            | Temps (match 1) | Temps (match 2) |
| -------------- | --------------- | --------------- | --------------- |
| Callum Skinner | Grande-Bretagne | 10.299          | 10.212          |
| Xu Chao        | Chine           | +0.122          | +0.200          |

| Nom              | Pays      | Temps (match 1) | Temps (match 2) |
| ---------------- | --------- | --------------- | --------------- |
| Matthew Glaetzer | Australie | 10.456          | 10.401          |
| Joachim Eilers   | Allemagne | +0.084          | +0.049          |

| Nom            | Pays   | Temps (match 1) | Temps (match 2) |
| -------------- | ------ | --------------- | --------------- |
| Denis Dmitriev | Russie | 10.202          | 10.166          |
| Grégory Baugé  | France | +0.063          | +0.213          |

### Match de classement pour les5eà8eplaces
| Nom               | Pays      | Temps  | Vitesse moyenne (km/h) | Rang |
| ----------------- | --------- | ------ | ---------------------- | ---- |
| Joachim Eilers    | Allemagne | 10.525 | 68.408                 | 5    |
| Xu Chao           | Chine     | +0.036 | +0.036                 | 6    |
| Grégory Baugé     | France    | +0.153 | +0.153                 | 7    |
| Patrick Constable | Australie | +0.215 | +0.215                 | 8    |

### Demi-finale
| Nom            | Pays            | Temps (course 1) | Temps (course 2) | Temps (course 3) |
| -------------- | --------------- | ---------------- | ---------------- | ---------------- |
| Jason Kenny    | Grande-Bretagne | +0.043           | 10.048           | 10.071           |
| Denis Dmitriev | Russie          | 10.139           | +0.032           | +0.302           |

| Nom              | Pays            | Temps (course 1) | Temps (course 2) |
| ---------------- | --------------- | ---------------- | ---------------- |
| Callum Skinner   | Grande-Bretagne | 10.119           | 10.244           |
| Matthew Glaetzer | Australie       | +0.046           | +0.057           |

### Finale
Match pour la médaille de bronze
| Nom              | Pays      | Temps (course 1) | Temps (course 2) | Rang |
| ---------------- | --------- | ---------------- | ---------------- | ---- |
| Matthew Glaetzer | Australie |                  |                  |      |
| Denis Dmitriev   | Russie    |                  |                  |      |

Match pour la médaille d'or
| Nom            | Pays            | Temps (course 1) | Temps (course 2) | Rang |
| -------------- | --------------- | ---------------- | ---------------- | ---- |
| Jason Kenny    | Grande-Bretagne |                  |                  |      |
| Callum Skinner | Grande-Bretagne |                  |                  |      |